# Cándido Méndez
Cándido Méndez Rodríguez (Badajoz, 28 de enero de 1952) es un sindicalista y político español. Fue el secretario general del sindicato Unión General de Trabajadores (UGT) durante 22 años, desde 1994 hasta 2016, y presidente de la Confederación Europea de Sindicatos entre 2003 y 2007.

## Biografía
Nació en Badajoz el 28 de enero de 1952.
Cándido Méndez es un Ingeniero técnico, especializado en química metalúrgica,[cita requerida] casado con Encarnación Gálvez Merino y tienen dos hijos varones, Cándido (1982) y Joaquín (1984). Se afilió a UGT y al PSOE con 18 años (1970). Diez años después fue elegido Secretario provincial del sindicato en la provincia de Jaén y en 1986 Secretario general en toda Andalucía. Fue diputado en el Parlamento andaluz y en el Congreso de los Diputados entre 1982 y 1986.

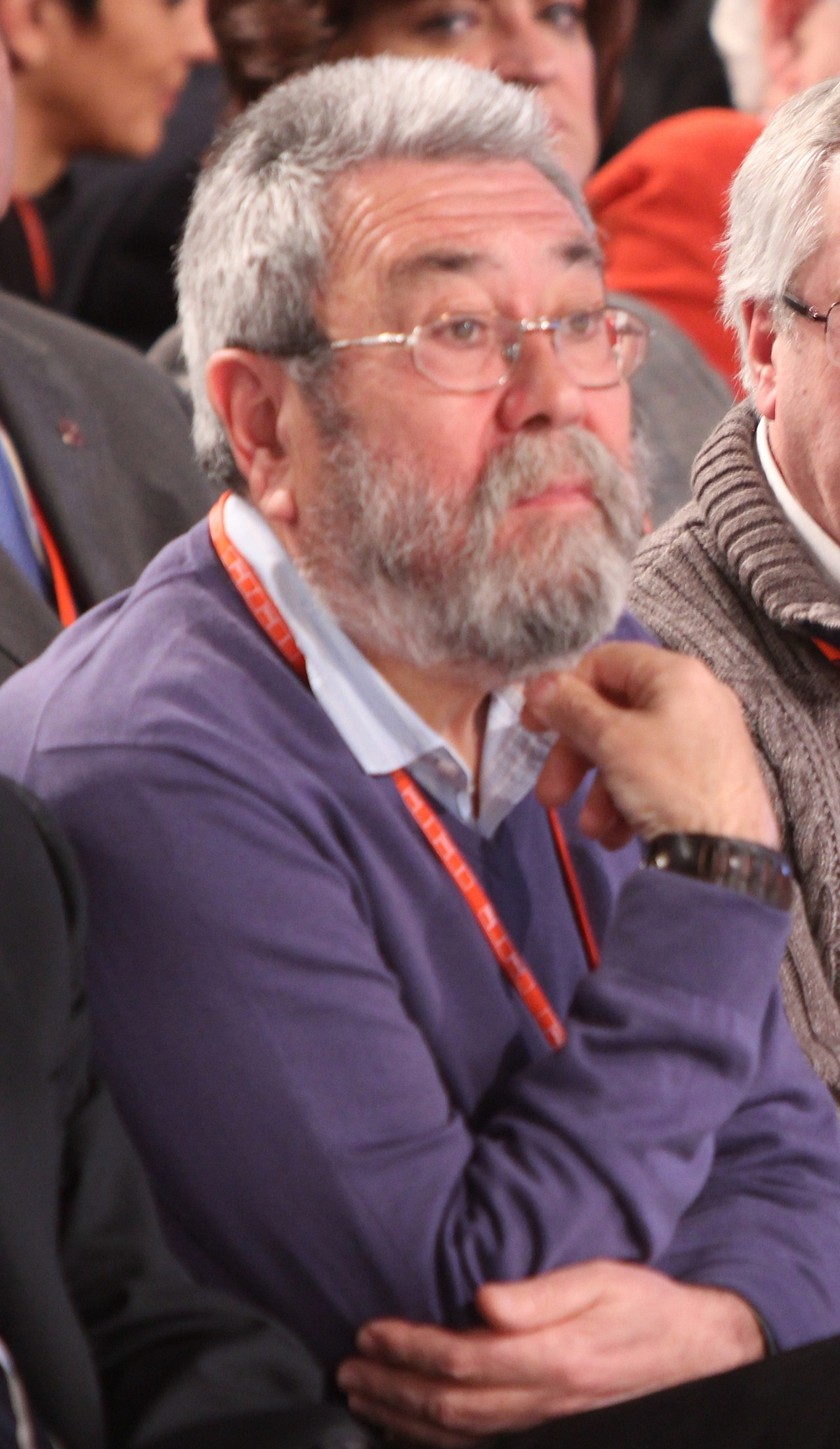
Cándido Méndez en 2012.

Miembro del patronato de la Fundación para el Desarrollo de los Pueblos de Andalucía (Fudepa) hasta diciembre de 2012, que se constituyó el 28 de noviembre de 2002 como una institución privada sin ánimo de lucro.

### Secretaría general de la UGT
El 10 de abril de 1994 fue elegido secretario general del sindicato Unión General de Trabajadores con un 72,25% de los votos de los delegados y fue reelegido en 1995, 1998, 2002, 2005, 2009 y 2013. De 2003 a 2007 asumió la presidencia de la Confederación Europea de Sindicatos (CES), elegido en el 10.º Congreso celebrado en mayo de 2003. Fue sucedido por Wanja Lundby-Wedin.

## Premios y reconocimientos
- En 2004 recibió la medalla de oro de Andalucía.

- Desde junio de 2008 es miembro de la Real Academia de Ciencias Sociales y del Medio Ambiente de Andalucía.